# هربرت باون
هربرت باون (انگلیسی: Herbert Bown؛ 3 May 1893 – ۱۹۵۹ (۶۵−۶۶ سال)) بازیکن فوتبال بود.